# Khánh Hội (phường)
Khánh Hội là một phường thuộc Thành phố Hồ Chí Minh, Việt Nam. Đây là một trong 168 phường, xã và đặc khu mới ở Thành phố Hồ Chí Minh sau đợt sắp xếp vào năm 2025.

## Địa lý
Phường Khánh Hội giáp với phường Tân Hưng (phía nam), phường Bến Thành (tây nam), phường Vĩnh Hội (phía tây), phường Cầu Ông Lãnh (tây bắc) và phường Xóm Chiếu (phía đông).
Theo Công văn số 2896/BNV-CQĐP ngày 27 tháng 5 năm 2025 của Bộ Nội vụ, phường Khánh Hội sau sắp xếp có diện tích 1,07 km², dân số năm 2024 là 94.507 người, mật độ dân số đạt 88.324 người/km² (số liệu thống kê tính đến ngày 31/12/2024 theo quy định tại Điều 6 Nghị quyết số 76/2025/UBTVQH15 ngày 14 tháng 4 năm 2025 của Ủy ban Thường vụ Quốc hội).
Tính đến 01/07/2025, với mật độ dân số đạt hơn 88.000 người/km², phường Khánh Hội trở thành phường có mật độ dân số cao nhất Thành phố Hồ Chí Minh và cao nhất cả nước.

## Lịch sử
Ngày 16 tháng 6 năm 2025, Ủy ban Thường vụ Quốc hội ban hành Nghị quyết số 1685/NQ-UBTVQH15 về việc sắp xếp các đơn vị hành chính cấp xã của Thành phố Hồ Chí Minh năm 2025. Theo đó, toàn bộ diện tích tự nhiên, quy mô dân số của Phường 8 và Phường 9, một phần diện tích tự nhiên, quy mô dân số của Phường 2, Phường 4 và Phường 15 (Quận 4) được hợp nhất thành phường Khánh Hội (khoản 9 Điều 1).

## Tên gọi
Trong đợt sắp xếp đơn vị hành chính cấp xã năm 2025, TPHCM đã chủ trương đặt tên các phường, xã mới bằng chữ (không còn đặt tên bằng số nữa) với nhiều sự cân nhắc từ lịch sử vùng đất, sự thân thuộc và giá trị văn hóa. Chủ trương này được đông đảo nhân dân ủng hộ.
Theo đó, Khánh Hội là tên của địa danh cổ ở vùng đất này.